# 唐稚松
唐稚松（1925年9月24日—2008年7月21日），湖南长沙人，中国计算机科学家。
1940年至1944年，唐稚松先后在湖南长沙明德中学初中部和省立第一中学高中部求学，并于1945年考入国立西南联合大学哲学系念书。1950年，唐稚松于清华大学毕业，继续在清华大学研究生院进修，攻读数理逻辑。1952年至1956年，唐稚松担任中国人民大学数学教研室讲师。1956年10月，唐稚松调任中国科学院数学研究所逻辑室助理研究员。1962年至1980年，先后任中国科学院计算技术研究所助理研究员、副研究员。1979年至1982年，唐稚松前往美国斯坦福大学等著名研究机构作学术访问。1980年，升任中国科学院计算技术研究所研究员，并成为中科院计算技术研究所第一位计算机科学博士学位导师，指导了中国第一位计算机博士生冯玉琳。1985年3月，唐稚松转任中国科学院软件研究所研究员。1985至1987年，唐稚松先后前往英国巴斯大学、挪威特拉德海姆大学以及美国的ISSI公司和卡内基梅隆大学作学术访问工作。1989年，唐稚松凭借在国际学术界产生巨大影响的“XYZ系统的理论与设计”获得国家自然科学一等奖。1991年，当选为中国科学院 信息技术科学部学部委员（院士）。1996年，唐稚松获得何梁何利基金科学与技术进步奖。2008年7月21日3时31分，在北京因病医治无效逝世，享年83岁。

## 学术
唐稚松于20世纪60年代中从事自动机理论研究，证明计算机转移命令的许多结构性性质，如转移命令可用循环代替，它比Bohm－Jacopi定理早一年。20世纪70年代中从事结构程序设计与结构化语言的研究，推动了中国国内这方面工作的开展。20世纪80年代初，唐稚松开始致力于时间逻辑的研究，有专著《时序逻辑程序设计与软件工程》。为解决硬件运行正确性验证的问题创造了XYZ/E语言（一种可以覆盖VDHL的并发性与时序性模拟的运行于XYZ系统的可执行描述语言）。他毕生主要的贡献在于：结构程序设计理论、程序语言、形式文法、汉字信息处理、软件工程等多个方面。早在1965年，唐稚松在《数学学报》发表了一篇关于计算机指令系统性质的论文，提出转移指令可用循环替代。这一重要结果比中国国外同行的类似结果早发表一年。二十世纪七十年代中期，他分析总结了国际上结构程序设计研究方面的大量资料，完成了长篇论文“结构程序设计与结构程序语言”。在此基础上，他设计了一个广谱的结构程序语言，取名为系列化语言族，简称XYZ系统。
1980年，唐稚松成为来自中国的第一位国际信息处理联合会（IFIP）专家组成员；还先后担任《计算机学报》《软件学报》《自然科学进展》《Journal of Symbolic Computation》等杂志的编委；中国软件行业协会顾问；中国中文信息学会常务理事；中国自然辩证法研究会理事；武汉大学、重庆大学、中南工业大学名誉教授；中国科学技术大学、西北大学、贵州大学等校兼职教授；计算机科学国家重点实验室名誉主任。

## 注
1. ↑  生于农历八月初七